# Eva Lombard
Eva Lombard (* 2. Februar 1890 in Les Eaux-Vives; heimatberechtigt in Genf; † 8. Januar 1978 in Thônex) war eine Schweizer Missionsärztin.

## Leben und Wirken
Eva Lombard war Tochter der Elisabeth geborene Tomei und des Bankiers Victor Jacques Lombard. Ihre Mutter stammte aus Russland und war Betreuerin im Frauengefängnis, ihr Vater wurde später Gefängnisevangelist. Sie studierte ab 1910 Medizin in Genf, wurde 1920 promoviert und absolvierte bis 1921 eine tropenmedizinische Weiterbildung in London. Sie blieb unverheiratet.
Lombard war von 1921 bis 1954 Missionsärztin in Indien. Sie war zuerst für die Kanaresischen Mission in Lausanne tätig und wurde 1927 als erste Missionsärztin der Basler Mission. Sie lebte ab 1923 in Udipi und gründete dort ein Frauen- und Kinderspital mit sechs Betten. Lombard erweiterte es zu einem Allgemeinspital mit 200 Betten und angeschlossener Schwesternschule. Nach ihrer Pensionierung war sie von 1957 bis 1960 als Freiwillige für die Basler Mission in Indien und anschliessend in der Schweiz tätig.

## Schriften
- Étude sur un cas d’hydrocéphalie interne chronique (Dissertation). Genf 1918.
- Excursion médicale au pays de Mysore. Secrétariat de la Mission suisse aux Indes, Lausanne 1922.
- Briefe einer Missionsärztin. Verlag der Kanaresischen Mission, Zürich 1924.

## Belege
1. 1 2  Jennifer Jenkins: Eva Lombard. In: Historisches Lexikon der Schweiz.  15. Oktober 2009, abgerufen am 16. Dezember 2024.

| Personendaten    | Personendaten            |
| ---------------- | ------------------------ |
| NAME             | Lombard, Eva             |
| KURZBESCHREIBUNG | Schweizer Missionsärztin |
| GEBURTSDATUM     | 2. Februar 1890          |
| GEBURTSORT       | Eaux-Vives, Schweiz      |
| STERBEDATUM      | 8. Januar 1978           |
| STERBEORT        | Thônex, Schweiz          |